# St. Gerhard (Heilbad Heiligenstadt)

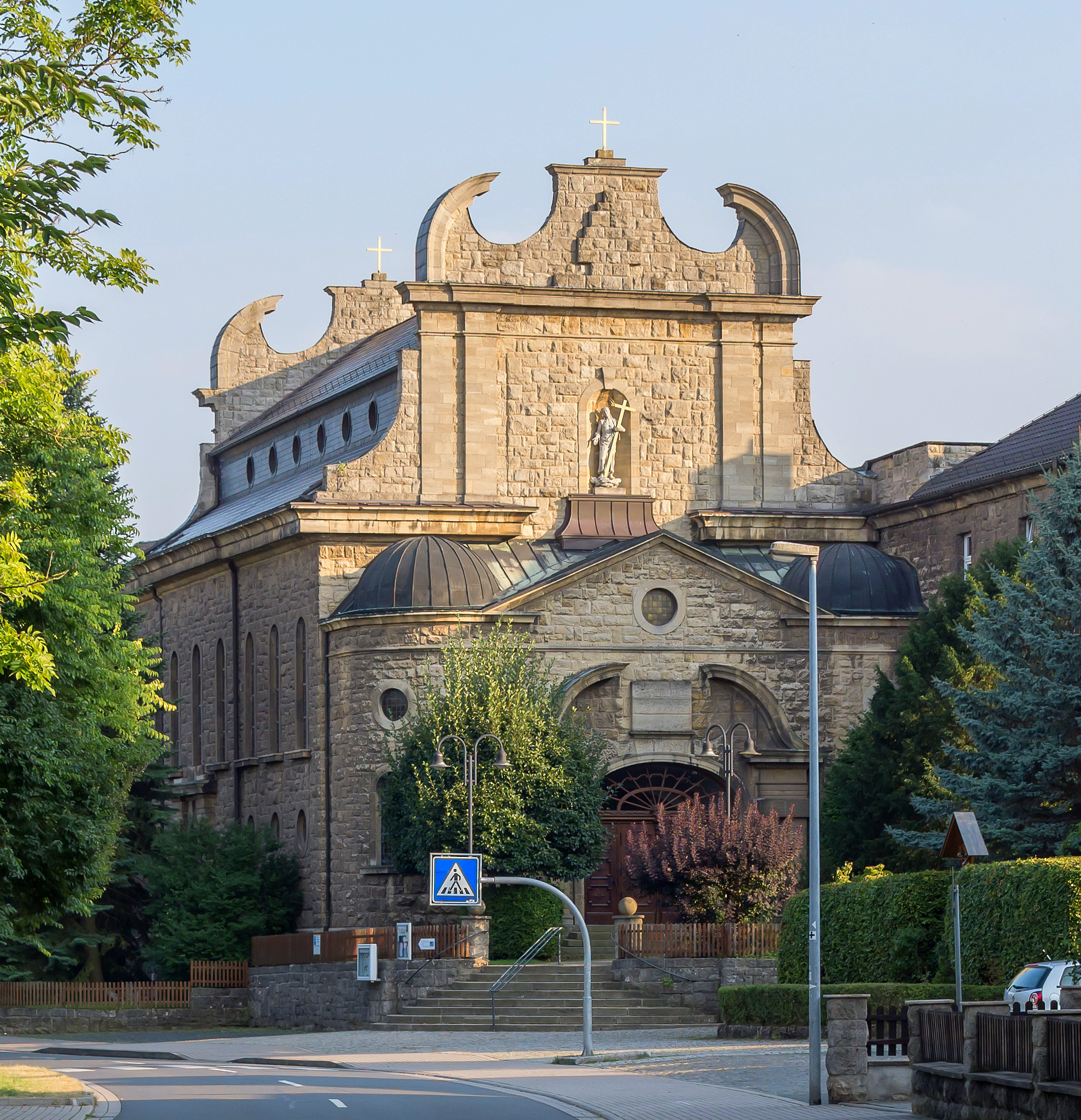
Römisch-Katholische Pfarr- und Klosterkirche St. Gerhard in Heiligenstadt

Die römisch-katholische Pfarr- und Klosterkirche St. Gerhard steht in Heiligenstadt im thüringischen Landkreis Eichsfeld. Sie ist die Pfarrkirche der Pfarrei St. Gerhard Heiligenstadt im Dekanat Heiligenstadt des Bistums Erfurt und Klosterkirche des Redemptoristenklosters St. Klemens. Sie trägt das Patrozinium des heiligen Gerhard Majella.

## Geschichte
1925 wurde der Grundstein für die Kirche St. Gerhard gelegt. Die Errichtung der Kirche nach Plänen des Architekten Adam Weinhag im Stil des sizilianischen Barocks dauerte bis 1927. Die Weihe erfolgte 1929 durch Bischof Caspar Klein. 1964 wurde sie zur Pfarrkirche der neugegründeten Pfarrei St. Gerhard Heiligenstadt. Die letzte Restaurierung erfolgte 2000.
Am 1. Januar 2017 wurde die bisherige Pfarrei St. Gerhard Heiligenstadt aufgelöst; es wurde eine neue Pfarrei gleichen Namens gegründet, die auch die ehemalige Pfarrei St. Cosmas und Damian Geisleden samt ehemaliger Pfarrkirche und den Filialkirchen St. Martin Flinsberg und St. Nikolaus Heuthen umfasst.

## Architektur
Die Kirche ist eine neobarocke, dreischiffige Emporenbasilika mit Tonnengewölbe. Der Chor hat einen dreiseitigen Abschluss. Das Konventsgebäude des Redemptoristenkloster schließt sich direkt an die Kirche an. Zwischen Kirchenschiff und Kloster befindet sich der Unterbau des nicht vollendeten Turms.

## Ausstattung

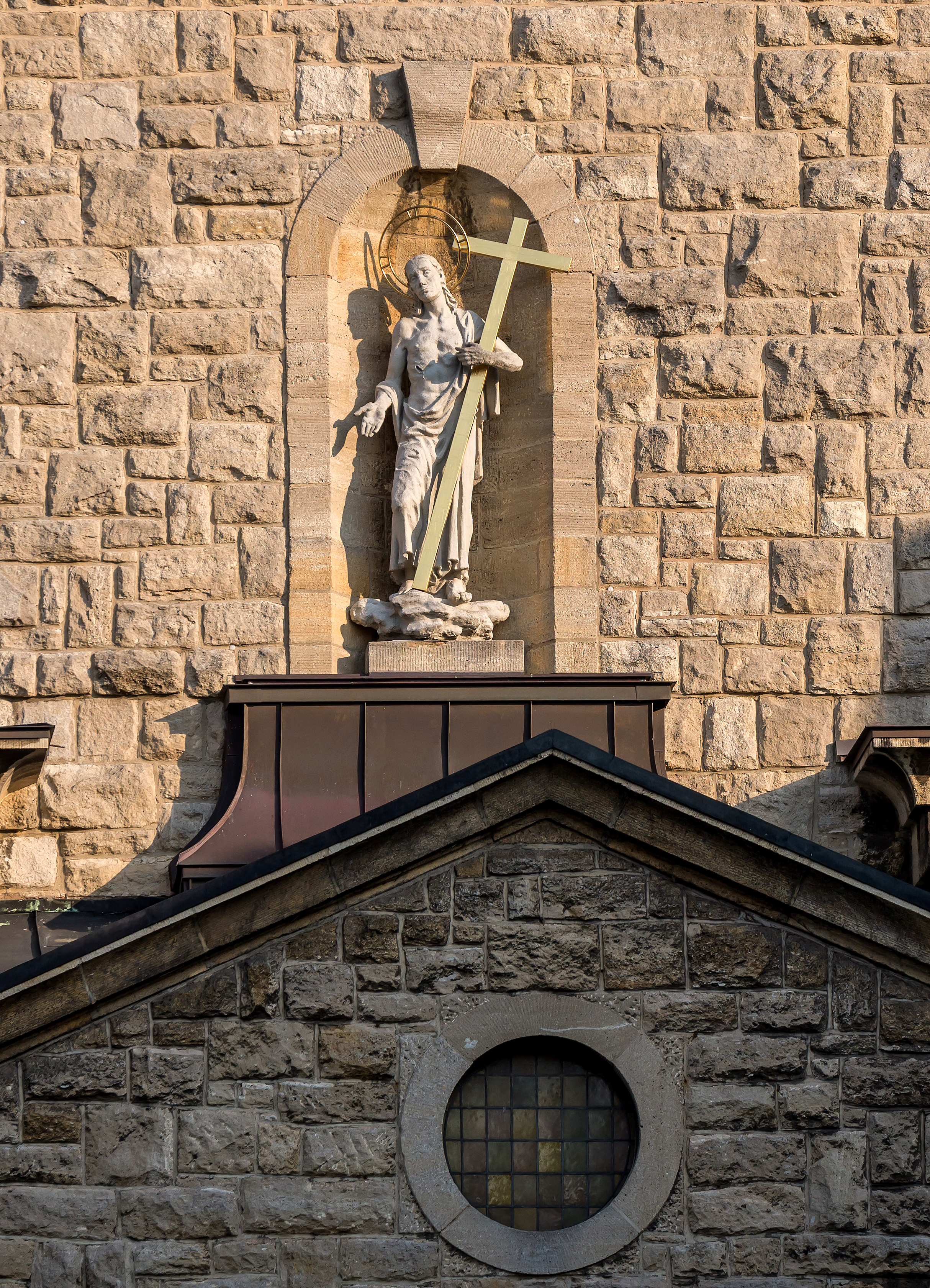
Christusstatue über dem Eingang

Der barocke Hochaltar von 1774 stammt aus der Minoritenkirche Fritzlar und wurde 1937 in diese Kirche eingebaut. Die Christusstatue über dem Eingang sowie die Kanzel und die Kommunionbank wurden 1952 von Hildegard Jahn-Wiegel gefertigt. Seit 1960 gibt es in der Kirche ein Kreuzweg im Stile Gebhard Fugels, geschaffen von Kirchenmaler Walter Kruse aus Kreuzebra. 1973 wurde in der Kirche eine barock Madonna, die vormals in der Klauskapelle stand, aufgestellt.

## Orgel
Die Orgel wurde 1930 von Gebr. Krell mit 19 Registern gebaut. 1961 wurde das Instrument von Gerhard Kühn auf 20 Register erweitert. Aktuell hat die Orgel, nach einem erneuten Umbau im Jahr 2001 durch Karl Brode, wieder 19 Register, verteilt auf zwei Manuale und Pedal. Die Disposition lautet wie folgt:
| I Hauptwerk C–g3 |       |
| Principal        | 8′    |
| Hohlflöte        | 8′    |
| Oktave           | 4′    |
| Flöte            | 4′    |
| Quinte           | 2 ⁄3′ |
| Waldflöte        | 2′    |
| Siffflöte        | 1′    |
| Mixtur IV        |       |
| Trompete         | 8′    |

| II Schwellwerk C–g3 |    |
| Lieblich Gedackt    | 8′ |
| Quintadena          | 8′ |
| Nachthorn           | 4′ |
| Principal           | 2′ |
| Terzian II          |    |
| Zymbel III          |    |
| Tremulant           |    |

| Pedal C–f1 |     |
| Subbass    | 16′ |
| Oktavbass  | 8′  |
| Choralbass | 4′  |
| Bassflöte  | 2′  |
| Fagott     | 16′ |

- Koppeln: II/I, I/P, II/P